# Hans okända modell
Hans okända modell (Bildnis einer Unbekannten) är en tysk romantisk komedifilm från 1954 i regi av Helmut Käutner med manus av den samme och Hans Jacoby.

## Handling
Jan Maria Keller är målare. Under ett uppträdande på en teater ser han diplomatfrun Nicole och skissar av hennes ansikte. Han använder det sedan till ett nakenporträtt vilket ställer till problem för Nicole då hennes man Walter upptäcker likheter med henne då tavlan säljs på auktion.

## Rollista
- Ruth Leuwerik - Nicole
- Erich Schellow - Walter, diplomat
- O.W. Fischer - Jan Maria Keller
- Irene von Meyendorff - ambassadörens fru
- Albrecht Schoenhals - ambassadör
- Paul Hoffmann - Hernaudez
- Bum Krüger - barägare
- Ulrich Beiger - auktionist
- Ingrid van Bergen - modell